# Lovirea cu pantoful în masă de către Hrușciov

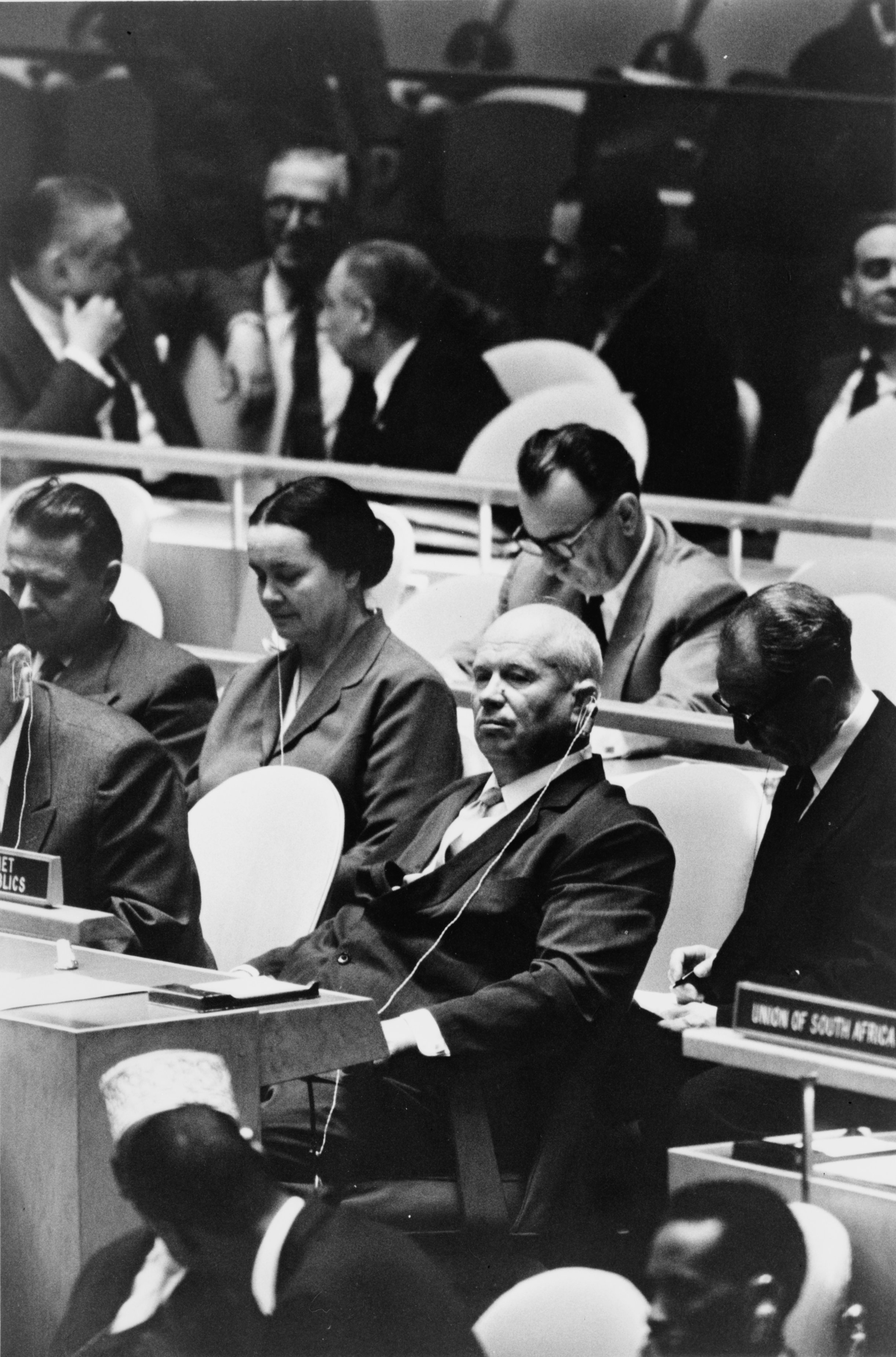
Hrușciov la o întrunire a Adunării Generale a ONU la 22 septembrie, cu trei săptămâni înainte de incident

Lovirea cu pantoful în masă a fost un incident în care a fost implicat Nikita Hrușciov, în timpul celei de a 902-a plenare a Adunării Generale a Națiunilor Unite ce s-a ținut în New York la 12 octombrie 1960. Se afirmă că liderul Uniunii Sovietice, furios, ar fi lovit cu pantoful în masa sa ca protest față de un discurs al delegatului filipinez Lorenzo Sumulong, care acuzase Uniunea Sovietică de „înghițirea” Europei de Est și de privarea populației din regiune de „liberul exercițiu al drepturilor lor politice și cetățenești”.
Deși toate părțile sunt de acord că Hrușciov s-a înfuriat în urma discursului lui Sumulong și l-a denunțat zgomotos din sală, relatările martorilor nu sunt de acord în ce privește ce anume a făcut Hrușciov în timp ce se afla la masa lui, și nu există dovezi video sau fotografice credibile. A apărut cel puțin o fotografie falsificată despre care s-a pretins că ar reprezenta incidentul, fotografie în care un pantof a fost adăugat. 

## Descrierea incidentului
În timpul ședinței, liderul delegației filipineze la Națiunile Unite, Lorenzo Sumulong, a făcut următoarea afirmație referitoare la politica externă sovietică:
| “ | Delegația mea, cea filipineză, acordă multă importanță acestui punct intitulat «Declarația de acordare a independenței țărilor și popoarelor coloniale», a cărui alocare este acum în discuție. Am fost o țară colonizată. Am trecut prin toate încercările și suferințele unui popor colonizat. A durat secole și secole de luptă pentru a câștiga lupta noastră pentru recunoașterea independenței și este în acord cu istoria, cu experiența și cu aspirațiile noastre să votăm în favoarea aducerii acestui punct în discuția Adunării Generale. Deși nu este acum momentul să discutăm substanța acestui punct, aș dori să oficializez opinia delegației mele asupra ariei de acoperire a acestui punct. Noi considerăm că este necesar în lumina declarațiilor făcute la începutul ședinței noastre de către premierul Uniunii Sovietice. După părerea noastră, declarația propusă de Uniunea Sovietică trebuie să acopere și dreptul inalienabil de independență nu doar pentru popoarele și teritoriile ce încă mai sunt sub dominația colonială a puterilor occidentale, ci și asupra popoarelor din Europa de Est și de pretutindeni care au fost private de dreptul de liberă exercitare a drepturilor lor cetățenești și politice și care au fost înghițite, ca să spun așa, de Uniunea Sovietică. | ” |

Auzind aceasta, Hrușciov a venit repede la tribună. Acolo, într-o manieră teatrală, l-a împins la o parte pe Sumulong, cu o mișcare în sus a brațului drept — fără a-l atinge — și a început o îndelungată denunțare a lui Sumulong, etichetându-l (printre altele) ca „nemernic, servil și lacheu”, și „sicofant al imperialismului american” și i-a cerut președintelui adunării, Frederick Boland (Irlanda), să-l mustre pe Sumulong. Boland l-a avertizat pe Sumulong să „evite să declanșeze o polemică ce va provoca în mod sigur mai multe intervenții”, dar i-a permis să vorbească în continuare, trimițându-l pe Hrușciov la locul său.
Hrușciov a lovit cu pumnii în masă în semn de protest în vreme ce Sumulong a continuat să vorbească și la un moment dat a luat în mână un pantof și a început să lovească cu el în masă. Alte surse arată o ordine puțin diferită a evenimentelor: Hrușciov a lovit întâi cu pantoful, și abia după aceea s-a dus la tribună să protesteze. Discursul lui Sumulong a fost din nou întrerupt. La cuvânt s-a înscris și vice-ministrul de externe român Eduard Mezincescu. Mezincescu l-a denunțat și el pe Sumulong după care și-a îndreptat mânia spre Boland, reușind să-l provoace, să-l insulte și să-l ignore pe președintele Adunării până într-acolo încât i s-a închis microfonul, ceea ce a declanșat un cor de strigăte și proteste din partea delegațiilor din blocul sovietic. Scena a luat sfârșit când Boland, roșu la față de nervi, a declarat ședința închisă și a lovit cu ciocanul în masă atât de tare încât l-a rupt.

## Comentarii ulterioare
Nina L. Hrușciova, nepoata liderului sovietic, scria după mai mulți ani de tăcere despre eveniment cum și-l amintea ea. Conform Ninei, Hrușciov purta pantofi noi care-l strângeau, așa că atunci când era așezat și-i descălța. Când a început să lovească cu pumnul în masă, i-a căzut ceasul de la mână. Când s-a aplecat să-l ridice, a văzut pantofii pe jos și a profitat de ocazie, luând unul în mână pentru a lovi în masă cu el. Ea amintește și că au circulat mai multe versiuni ale incidentului, cu diferite date și momente.
Relatarea Ninei este similară celei date de vechiul translator al lui Hrușciov, Viktor Suhodrev, care stătea lângă Hrușciov la acel moment și care a spus că șeful său a lovit în masă atât de tare încât i-a stat ceasul, ceea ce l-a supărat și mai tare și l-a făcut să ia pantoful în mână.
Nikita Hrușciov scria în memoriile sale despre un alt incident similar. El povestea că ținea un discurs în termeni duri împotriva regimului lui Franco. Un reprezentant al Spaniei a răspuns de la tribună, iar după discurs, delegații țărilor comuniste au protestat zgomotos. Hrușciov scrie: „amintindu-mi de relatări pe care le citisem despre ședințele Dumei de Stat din Rusia, m-am hotărât să pun mai multă presiune. Mi-am descălțat pantoful și am lovit cu el în masă pentru ca protestul nostru să se facă mai bine auzit.” Nota de subsol a textului afirmă că Hrușciov își amintește greșit.
Serghei Hrușciov, fiul premierului sovietic, afirmă că nu a găsit nicio fotografie sau film al incidentului. NBC și CBC au căutat prin arhive, dar nu au putut găsi o înregistrare a evenimentului.  După părerea lui Serghei, este puțin probabil ca Nikita Hrușciov să se fi descălțat intenționat. Nu era destul loc sub masă, iar liderul sovietic, fiind supraponderal, nu ajungea ușor la pantofi. 
Acest aspect a fost și în 2002 în atenția unui fost membru al staffului ONU, care a confirmat că Hrușciov nu și-ar fi putut descălța pantoful spontan în timp ce stătea la birou, dar a afirmat că și-l pierduse după ce un ziarist îl călcase din greșeală. Respectivul angajat al ONU a recuperat pantoful, l-a înfășurat într-un șervet și i l-a dat înapoi lui Hrușciov, care nu și l-a putut încălța imediat și l-a lăsat pe jos lângă masa lui; același angajat a confirmat și că l-a văzut mai târziu lovind cu pantoful în masă, confirmând astfel parțial relatările Ninei Hrușciova și a lui Viktor Suhodrev.